# Eremophila denticulata
Eremophila denticulata är en flenörtsväxtart som beskrevs av Ferdinand von Mueller. Eremophila denticulata ingår i släktet Eremophila och familjen flenörtsväxter. Inga underarter finns listade i Catalogue of Life.